# كريستيان جنسن (لاعب هوكي جليد)
كريستيان جنسن (بالدنماركية: Kristian Jensen)‏ هو لاعب هوكي جليد سويدي، ولد في 22 يناير 1996 في أودنسه في الدنمارك.

## وصلات خارجية
- كريستيان جنسن على موقع EliteProspects.com (الإنجليزية)
- كريستيان جنسن على موقع Eurohockey.com (الإنجليزية)
- كريستيان جنسن على موقع HockeyDB.com (الإنجليزية)